# 언더플로
산술 언더플로(arithmetic underflow)는 산술 오버플로와 반대되는 개념으로서 산술연산의 결과가 취급할 수 있는 수의 범위 보다 작아지는 상태를 말한다. 예를 들면, 부동소수점 표시법 이 사용되고 있을 때 결과가 표시하는 0이 아닌 최솟값보다 작을 때에는 이 상태가 된다. 즉, 0을 향해 점점 작아지면서 음의 지수가 발생하는데 (0으로 무한히 가까워 짐을 나타낸다. 결코 0이 아니다.)이 된다. 여기서 허용된 범위를 초과하는 음의 지수가 발생하면 결과는 언더플로가 된다. 이는 연산결과가 레지스터 등의 처리장치가 취급할 수 있는 값보다 작은 값이 되는 것을 말한다.

## 같이 보기
- 부동소수점
- IEEE 754
- 계산기 엡실론